# Juan Manuel Suárez del Toro Rivero
Juan Manuel Suárez del Toro Rivero (Las Palmas de Gran Canaria, España, 1952) fue el presidente de Cruz Roja Española desde 1994 hasta el 8 de marzo de 2015.
Juan Manuel Suárez del Toro Rivero (Las Palmas de Gran Canaria, España, 1952) es Ingeniero Superior Industrial por la Universidad de Las Palmas de Gran Canaria (ULPGC), en la especialidad de Organización Industrial. Trabajó en la empresa de Transporte interurbano de pasajeros en Gran Canaria (Salcai/Global) y ejerció de director técnico, comercial y de explotación a lo largo de su trayectoria.
Fue designado presidente del Instituto de Hemodonación y Hemoterapia () del Gobierno de Canarias.
Profesor de la Universidad de Las Palmas de Gran Canaria en el Departamento de Organización Industrial primero y también en el de Organización y Dirección de Empresas.
Ingresó como voluntario en Cruz Roja Juventud en 1971 donde fue director provincial, sucesivamente vicepresidente, presidente provincial y presidente autonómico, para posteriormente ser nombrado presidente de Cruz Roja Española desde el 3 de junio de 1994, reelegido por la Asamblea General hasta el 8 de marzo de 2015, y ratificado por el Consejo de Ministros del Gobierno Español. Además también fue presidente de la Federación Internacional de Sociedades de la Cruz Roja y de la Media Luna Roja, durante dos mandatos.
Es Doctor ‘Honoris Causa’, por las universidades de Hoseo, (Corea del Sur), Universidad de Chile, Universidad Nacional Autónoma de Honduras, Universidad de Panamá, Universidad Autónoma de Santo Domingo, (República Dominicana), y Universidad Nacional del Este de Paraguay.
Ha recibido diversas condecoraciones españolas y extranjeras, entre las que destaca La Gran Cruz de la Orden Civil de la Solidaridad Social (2002); Medalla de Oro de Canarias ‘Premio Canarias’ (2002); Premio Canarias Internacional (2004); Premio IMSERSO “Infanta Cristina” 2007 al Mérito Social; La Orden de Cristóbal Colón en el Grado de Gran Oficial, de la República Dominicana (2008); La Gran Cruz del Mérito Militar, Ministerio de Defensa (2000);  La Gran Cruz del Mérito Aeronáutico, Ministerio de Defensa (2010); La Cruz de Plata de la Orden del Mérito de la Guardia Civil (2007); Medalla de Oro de Cruz Roja Española (1989); Honorary Degree por la Fundación Universitaria ESERP de Barcelona (2008); Mención de Honor del Consejo Superior Europeo de Doctores y Doctores Honoris Causa (2008); Premio ‘Melvin Jones 2002. 
El Cabildo de Gran Canaria le reconoció con el Can de Plata y fue nombrado Hijo Predilecto del Ayuntamiento de Las Palmas de Gran Canaria.
Es autor de numerosos artículos y publicaciones en obras relacionadas con la economía social, cooperación internacional, derechos humanos, pobreza, nuevas tecnologías y el Tercer Sector en general.
Desde 2008 ostentó el cargo de presidente de Caja Insular de Canarias.
En marzo de 2011, Caja Insular de Canarias, junto con otras seis cajas de ahorros, formó el Banco Financiero y de Ahorros, S.A. (matriz de Bankia), entidad en la cual Juan Manuel Suárez del Toro Rivero pasó a formar parte de Comisión Ejecutiva, concretamente ocupó el puesto de Consejero. 
En julio de 2012, el Juzgado Central número cuatro de la Audiencia Nacional acepta a trámite las acusaciones particulares des UPyD y el grupo de ciudadanos 15MpaRato contra los Consejos Administrativos de Bankia y Banco Financiero y de Ahorros, S.A.. 
Entre los 33 querellados del procedimiento mencionado, Suárez del Toro no fue objeto de acusación por parte del Ministerio Fiscal, resultando absuelto de todas las acusaciones con fecha de 24 de octubre de 2022 en virtud de  la Sentencia núm. 839/2022 de la Sala de lo Penal del Tribunal Supremo que resolvió el Recurso de Casación núm. 4953/2020 interpuesto por la parte acusadora. La sentencia fue declarada firme por Auto del 16 de noviembre de 2022 de la Sala de lo Penal sección 4 de la Audiencia Nacional .